# Natação no Campeonato Europeu de Esportes Aquáticos de 2012 - 100 m borboleta feminino
A prova dos 100 metros borboleta feminino da natação no Campeonato Europeu de Esportes Aquáticos de 2012 ocorreu entre os dias 24 e 25 de maio em Debrecen na Hungria. 

## Calendário
| Fase          | Data       | Hora  |
| ------------- | ---------- | ----- |
| Eliminatórias | 24 de maio | 10:13 |
| Semifinal     | 24 de maio | 17:26 |
| Final         | 25 de maio | 18:10 |

Todos os horários estão no horário local (UTC+1)

## Recordes
Antes desta competição, os recordes eram os seguintes:
| Recorde mundial       | Sarah Sjöström    | 56.06 | Roma   | 27 de julho de 2009 |
| Recorde europeu       | Sarah Sjöström    | 56.06 | Roma   | 27 de julho de 2009 |
| Recorde do campeonato | Martina Moravcová | 57.20 | Berlim | 2 de agosto de 2002 |

## Medalhistas
| Ouro                  | Prata                   | Bronze          |
| Ingvild Snildal (NOR) | Martina Granström (SWE) | Amit Ivri (ISR) |

## Resultados

### Eliminatórias
Esses foram os resultados das eliminatórias. 
| Pos. | Bateria | Raia | Nadadora                | Nacionalidade | Tempo   | Notas |
| ---- | ------- | ---- | ----------------------- | ------------- | ------- | ----- |
| 1    | 3       | 4    | Ilaria Bianchi          | Itália        | 58.31   | Q     |
| 2    | 5       | 4    | Ingvild Snildal         | Noruega       | 58.41   | Q     |
| 3    | 5       | 3    | Amit Ivri               | Israel        | 58.64   | Q     |
| 4    | 5       | 5    | Martina Granström       | Suécia        | 58.84   | Q     |
| 5    | 5       | 7    | Silvia Di Pietro        | Itália        | 58.86   | Q     |
| 6    | 4       | 4    | Kristel Vourna          | Grécia        | 58.96   | Q     |
| 7    | 2       | 5    | Liliána Szilágyi        | Hungria       | 59.07   | Q     |
| 8    | 2       | 3    | Denisa Smolenová        | Eslováquia    | 59.14   | Q     |
| 9    | 4       | 3    | Zsuzsanna Jakabos       | Hungria       | 59.18   | Q     |
| 10   | 4       | 2    | Alexandra Wenk          | Alemanha      | 59.39   |       |
| 11   | 4       | 6    | Orsolya Tompa           | Hungria       | 59.43   |       |
| 12   | 3       | 8    | Danielle Carmen Villars | Suíça         | 59.57   | Q,    |
| 13   | 5       | 6    | Emilia Pikkarainen      | Finlândia     | 59.61   | Q     |
| 14   | 3       | 3    | Sina Sutter             | Alemanha      | 59.62   | Q     |
| 15   | 3       | 5    | Birgit Koschischek      | Áustria       | 59.64   | Q     |
| 16   | 3       | 7    | Eszter Dara             | Hungria       | 59.75   |       |
| 17   | 5       | 1    | Theresa Michalak        | Alemanha      | 59.78   |       |
| 18   | 4       | 5    | Elena Di Liddo          | Itália        | 1:00.08 |       |
| 19   | 3       | 6    | Sara Freitas Oliveira   | Portugal      | 1:00.11 | Q     |
| 20   | 5       | 8    | Franziska Hentke        | Alemanha      | 1:00.12 |       |
| 21   | 4       | 1    | Triin Aljand            | Estónia       | 1:00.25 |       |
| 22   | 5       | 2    | Judit Ignacio Sorribes  | Espanha       | 1:00.41 | Q     |
| 23   | 3       | 1    | Maria Ugolkova          | Rússia        | 1:00.48 | Q     |
| 24   | 2       | 6    | Daria Tcvetkova         | Rússia        | 1:00.55 |       |
| 25   | 3       | 2    | Justine Bruno           | França        | 1:00.75 |       |
| 26   | 4       | 8    | Katarina Listopadová    | Eslováquia    | 1:00.96 |       |
| 27   | 4       | 7    | Louise Hansson          | Suécia        | 1:01.00 |       |
| 28   | 2       | 4    | Sarah Blake Bateman     | Islândia      | 1:01.01 |       |
| 29   | 2       | 1    | Vaiva Gimbutytė         | Lituânia      | 1:01.52 |       |
| 30   | 1       | 3    | Maria Novikova          | Rússia        | 1:02.10 |       |
| 31   | 2       | 7    | Annika Saarnak          | Estónia       | 1:02.20 |       |
| 32   | 2       | 8    | Ayse Ezgi Yazici        | Turquia       | 1:02.24 |       |
| 33   | 1       | 5    | Jasmin Rosenberger      | Turquia       | 1:02.83 |       |
| 34   | 1       | 4    | Monica Johannessen      | Noruega       | 1:03.81 |       |
| 35   | 1       | 7    | Laura Kurki             | Finlândia     | 1:03.87 |       |
| 36   | 1       | 2    | Anna Santamans          | França        | 1:04.03 |       |
| 37   | 1       | 6    | Emilie Loevberg         | Noruega       | 1:04.08 |       |
| 38   | 1       | 1    | Simona Muccioli         | San Marino    | 1:05.65 |       |
| 39   | 2       | 2    | Bethany Carson          | Irlanda       | DNS     |       |

### Semifinal
Esses foram os resultados das semifinais. 
Semifinal 1
| Pos. | Raia | Nadadora                | Nacionalidade | Tempo   | Notas |
| ---- | ---- | ----------------------- | ------------- | ------- | ----- |
| 2    | 4    | Ingvild Snildal         | Noruega       | 58.07   | Q     |
| 2    | 5    | Martina Granström       | Suécia        | 58.39   | Q     |
| 3    | 3    | Kristel Vourna          | Grécia        | 58.79   | Q     |
| 4    | 6    | Denisa Smolenová        | Eslováquia    | 59.18   | Q     |
| 5    | 7    | Sina Sutter             | Alemanha      | 59.52   |       |
| 6    | 1    | Sara Freitas Oliveira   | Portugal      | 59.79   |       |
| 7    | 8    | Maria Ugolkova          | Rússia        | 1:00.09 |       |
| 8    | 2    | Danielle Carmen Villars | Suíça         | 1:00.14 |       |

Semifinal 2
| Pos. | Raia | Nadadora               | Nacionalidade | Tempo   | Notas |
| ---- | ---- | ---------------------- | ------------- | ------- | ----- |
| 1    | 3    | Silvia Di Pietro       | Itália        | 58.84   | Q     |
| 2    | 2    | Zsuzsanna Jakabos      | Hungria       | 58.90   | Q     |
| 3    | 5    | Amit Ivri              | Israel        | 59.01   | Q     |
| 4    | 6    | Liliána Szilágyi       | Hungria       | 59.49   | Q     |
| 5    | 1    | Birgit Koschischek     | Áustria       | 59.70   |       |
| 6    | 7    | Emilia Pikkarainen     | Finlândia     | 59.71   |       |
| 7    | 8    | Judit Ignacio Sorribes | Espanha       | 1:00.12 |       |
| 8    | 4    | Ilaria Bianchi         | Itália        | 58.28   | DSQ   |

### Final
Esse foi o resultado da final. 
| Pos.              | Raia | Nadadora          | Nacionalidade | Tempo | Notas |
| ----------------- | ---- | ----------------- | ------------- | ----- | ----- |
| Medalha de ouro   | 4    | Ingvild Snildal   | Noruega       | 58.04 |       |
| Medalha de prata  | 5    | Martina Granström | Suécia        | 58.07 |       |
| Medalha de bronze | 7    | Amit Ivri         | Israel        | 58.78 |       |
| 4                 | 6    | Silvia Di Pietro  | Itália        | 58.95 |       |
| 5                 | 3    | Kristel Vourna    | Grécia        | 58.98 |       |
| 6                 | 2    | Zsuzsanna Jakabos | Hungria       | 59.06 |       |
| 7                 | 1    | Denisa Smolenová  | Eslováquia    | 59.24 |       |
| 8                 | 8    | Liliána Szilágyi  | Hungria       | 59.76 |       |

Legenda
| Recorde mundial       | Recorde mundial (World record)               |                       | Recorde africano                      | Recorde africano (African) |                                           | Q | Classificado por posição (Qualified) |
| Recorde do campeonato | Recorde do campeonato (Championship record)  | Recorde da América    | Recorde da América (Americas)         | q                          | Classificado por melhor tempo (Qualified) |   |                                      |
| Melhor marca do ano   | Melhor marca do ano (World leading)          | Recorde asiático      | Recorde asiático (Asian)              | DNS                        | Não largou (Did not start)                |   |                                      |
| Recorde nacional      | Recorde nacional (National record)           | Recorde europeu       | Recorde europeu (European)            | DNF                        | Não terminou (Did not finish)             |   |                                      |
| Recorde pessoal       | Recorde pessoal do atleta (Personal best)    | Recorde da Oceania    | Recorde da Oceania (Oceania)          | DSQ / DQ                   | Desclassificado (Disqualified)            |   |                                      |
| Recorde da temporada  | Recorde da temporada do atleta (Season best) | Recorde sul-americano | Recorde sul-americano (South America) | NM                         | Sem marca (No mark)                       |   |                                      |